# Розанцев Георгій Михайлович
Розанцев Георгій Михайлович (*17 вересня 1946) — український педагог, доктор хімічних наук, професор кафедри неорганічної хімії Донецького національного університету. Відмінник народної освіти УРСР (1991). Заслужений вчитель України (2002). Член Вченої ради Донецького національного університету.

## Життєпис
Народився 17 вересня 1946 року в с. Войкове Амвросіївського району Донецької області. Закінчив Донецький державний університет (1970).
Учень токаря, токар рембудуправління та заводу будматеріалів (1961–1964). Аспірант (1973–1976), молодший науковий співробітник (1977–1978), асистент (1982), доцент (1989) Донецького державного університету (нині Донецький національний університет). Викладацьку діяльність в університеті поєднує з роботою вчителя в університетському ліцеї (1994).
Член журі Міжнародної та Всеукраїнської хімічних олімпіад школярів. Його учні неодноразові призери Всеукраїнських і міжнародних олімпіад (International Chemistry Olympiad, Менделєєвських і Соросівських олімпіад). Бере участь в реалізації обласної програми «Обдаровані діти», читає лекції для вчителів області.

## Науковий доробок
Досліджує створення нових композиційних матеріалів медичного призначення, комплексоутворення ізо- та гетерополіоксометалатів.
Автор понад 150 публікацій, зокрема: «Математическое моделирование результатов рН-потенциометрических исследований в вольфрам-ванадиевых растворах» (2002); «Підготовка учнів до олімпіад вищого рівня» (2000); «Комп'ютерні технології при вивченні хімії школярами та абітурієнтами» (2001); «Хімія», навчальний посібник (2003); «Конкурсні задачі з хімії та їх розв 'язок» (2004).
Докторська дисертація «Поліоксометалат-аніони d-елементів V і VI груп в розчині та в складі солей» (2013).
Має патент на спосіб отримання паравольфраматів елементів ІІІ групи.